# Mankurt
Mankurt – termin pochodzący z mitologii Kirgistanu odnoszący się do bezwolnego, otępiałego, posłusznego niewolnika.
Według podań mankurtem stawał się człowiek poddany „mankurtyzacji”. Tortura ta polegać miała na założeniu na dokładnie ogoloną głowę ściśle przylegającego czepka wykonanego z wilgotnej (świeżej) wielbłądziej skóry. Niewolnik zakuwany był w dyby, tak by nie mógł zdjąć czepka nie tylko rękami, ale też np. by nie mógł ocierać się nim o ziemię, a następnie wypędzany był na wiele dni na pustynię. W upalnym słońcu wielbłądzia skóra kurcząc się miała uciskać mózg, powodując jego głębokie i często nieodwracalne uszkodzenia. Człowiek, który przeżył ten zabieg, stawał się mankurtem. 
Mankurt zapominał kim jest, skąd pochodzi, jak się nazywa. Był zupełnie bezwolny i ślepo wykonywał polecenia swojego pana.
Postać mankurta spopularyzowana została przez powieść Czingiza Ajtmatowa pt. Dzień dłuższy niż stulecie (ang. The Day Lasts More Than a Hundred Years), gdzie orbitujące Ziemię satelity mają chronić ludzkość przed rzekomo wrogą (w rzeczywistości pokojowo nastawioną) obcą cywilizacją niczym czepek mankurta, oraz przez film w reżyserii Kodzakuli Narlijewa pt. Mankurt.